# Kalāteh-ye Mollā Gholāmḩoseyn
Kalāteh-ye Mollā Gholāmḩoseyn är en ort i Iran.   Den ligger i provinsen Nordkhorasan, i den nordöstra delen av landet, 500 km öster om huvudstaden Teheran. Kalāteh-ye Mollā Gholāmḩoseyn ligger 1 434 meter över havet och antalet invånare är 179.
Terrängen runt Kalāteh-ye Mollā Gholāmḩoseyn är huvudsakligen kuperad, men åt sydväst är den bergig. Kalāteh-ye Mollā Gholāmḩoseyn ligger nere i en dal. Runt Kalāteh-ye Mollā Gholāmḩoseyn är det ganska glesbefolkat, med 29 invånare per kvadratkilometer. Närmaste större samhälle är Kachlānlū, 9,1 km norr om Kalāteh-ye Mollā Gholāmḩoseyn. Omgivningarna runt Kalāteh-ye Mollā Gholāmḩoseyn är i huvudsak ett öppet busklandskap.